# Edelmetallkontakt-Motor-Drehwähler

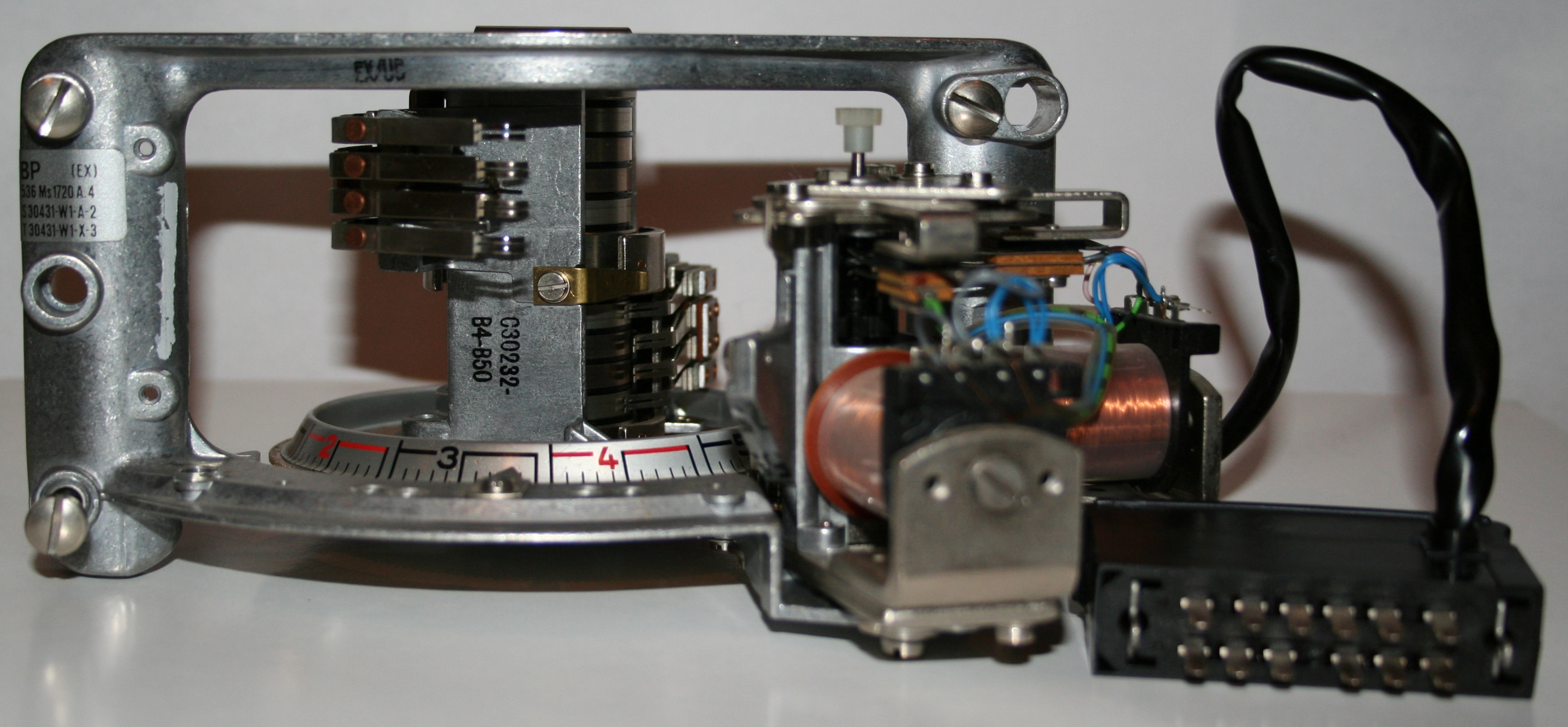
Edelmetallkontakt-Motor-Drehwähler

Der Edelmetallkontakt-Motor-Drehwähler (EMD-Wähler) ist ein elektromechanisches Koppelelement der analogen Fernsprechvermittlungstechnik.
Der EMD-Wähler ist eine deutsche Entwicklung; er wurde von der Firma Siemens nach den Vorgaben der Deutschen Bundespost (DBP) entwickelt und im Deutschen System 55 und System 55v eingesetzt. Der EMD-Wähler wurde auch zu einem Exportschlager, beispielsweise nach Italien, Luxemburg und in andere Länder. Im Jahr 1955 beschloss die DBP, in Zukunft nur noch den EMD-Wähler einzusetzen, um so auch zu einer einheitlichen Technik zu gelangen. Ab 1955 wurden neue Vermittlungsstellen nur noch in dieser Technik von verschiedenen Firmen aufgebaut.

## Technik
Im Gegensatz zu seinem Vorgängertyp, dem Hebdrehwähler (HDW), erfolgt bei ihm nur eine Drehbewegung. Diese wird durch eine spezielle Art von Schrittmotor angetrieben, der aus zwei Spulen besteht. Die Durchschaltung der Sprechadern erfolgt über mit Edelmetall (Palladium-Silber-Legierung) beschichtete Kontakte, die elektromagnetisch betätigt und an die die im Halbkreis um den Wähler angeordneten Segmentkontakte angedrückt werden. Somit wird während der Wahl eine galvanische Verbindung mit den am „Vielfach“ angeschlossenen Leitungen vermieden, so dass im Gegensatz zum HDW-Wähler weder Knackgeräusche in Nachbarleitungen verursacht werden noch Abrieb der Edelmetallbeschichtung an den Schaltarmen für die Sprechadern auftritt.
Durch die Antriebsart kann er auch mehr Schaltarme als der Hebdrehwähler bewegen (drei Schaltarme beim Hebdrehwähler, bis zu acht Schaltarme beim EMD). Die acht Schaltarme entstanden aus der Forderung, die Fernleitung vierdrähtig durchzuschalten.
Er ist ein reiner Drehwähler; die Dekaden des Kontaktfeldes sind nicht mehr übereinander wie beim Hebdrehwähler, sondern alle in einer Ebene halbkreisförmig angeordnet. Er kann dadurch beim Lauf eine sehr hohe Schrittgeschwindigkeit erreichen. Die Sprechadern sind beim Drehen abgehoben, diese werden erst bei Bedarf durch einen Andruckmagneten an die Lamellen angedrückt. Es konnten deshalb bei den Sprechadern edle Metalle für eine sehr hohe Güte verwendet werden. Durch seinen ruhigen Lauf und die Edelmetallkontakte im Sprechkreis erzeugt der EMD viel weniger Störungen durch Erschütterungen auf den benachbarten Wählern. Ein weiterer Vorteil durch den Andruckmagneten: Die empfindlichen Kontakte werden beim Drehen nicht durch Schleifen abgenutzt.
Der Verschleiß ist dadurch wesentlich niedriger und die Übergangswiderstände sind geringer, was zu einer guten Sprechverständigung führt.
Bei der Entwicklung wurde auch auf die Installation und Wartung geachtet.
- Der EMD-Wähler muss beim Einbau nicht justiert werden; er kann deshalb sehr schnell ein- und ausgebaut werden.
- Das Vielfach des Wählers ist eine lötfreie Konstruktion. Das beschleunigt den Aufbau eines Gestells. Die Gefahr des Auftretens von kalten Lötstellen gibt es nicht.

Der EMD-Wähler kann direkt wie ein Hebdrehwähler angesteuert werden – das nennt sich dann direkte Steuerung. Er kann auch über ein Register und einen Markierer angesteuert werden (indirekte Steuerung).
Der Wähler wird bei der 1955er Technik durch einen daneben angeordneten Relaissatz und das Impulswahlverfahren gesteuert. Das Mehrfrequenzwahlverfahren kann bei dieser direkten Ansteuerung nicht verwendet werden.
Je nach Übertragungsverfahren gibt es verschiedene Bauausführungen, zweimal vierarmig für die Zweidrahtübertragung im Ortsnetz oder zweimal achtarmig für die Vierdrahtübertragung im Fernnetz. In der Fernvermittlungstechnik ist die indirekte Ansteuerung mittels Umwerter üblich, da hier durch den Einsatz von Querleitungen keine direkte Zuordnung der Leitung zur gewählten Ziffer mehr möglich ist.
Vorteilhaft gegenüber dem Hebdrehwähler waren die niedrige Geräuschspannung im Sprechkreis, die hohe Schrittgeschwindigkeit und die größere Anzahl von Schaltarmen, die erstmals eine vieradrige Durchschaltung der Sprechkreise in der Vermittlungsstelle erlaubte. Die Wartung war einfacher, der Verschleiß niedriger sowie das Betriebsgeräusch wesentlich leiser.
Da die Temperatur in den nicht klimatisierten Betriebsräumen jahreszeitlichen Schwankungen unterlag, musste die Schrittgeschwindigkeit gegebenenfalls durch zusätzliches Schmieren oder durch mechanische Einstellung bestimmter Kontakte korrigiert werden, wenn diese außerhalb der Toleranzbereiche lag. Ein Über- oder Unterschreiten der Sollgeschwindigkeit führte zur Falschwahl.
Für alle manuellen Prüfungen, Messungen und Einstellungen an den Kontakten wurde der Wähler in die Amtslehre eingesetzt, mit der das Kontaktsegment, in dem sich während des Betriebes der Wähler befindet, nachgebildet wurde.
Zahlreiche EMD-Vermittlungen waren mit einer automatischen Prüfeinrichtung ausgestattet, mit der routinemäßig nachts in den verkehrsschwachen Zeiten die Wähler sowie Relaisschaltungen einer Funktionsprüfung unterzogen wurden. Für Wähler mit Störungen oder Toleranzüberschreitungen wurden entsprechende Meldungen mit Kennziffern gedruckt, was die Entstörung beschleunigte.

## Einsatz in der Ortsvermittlung

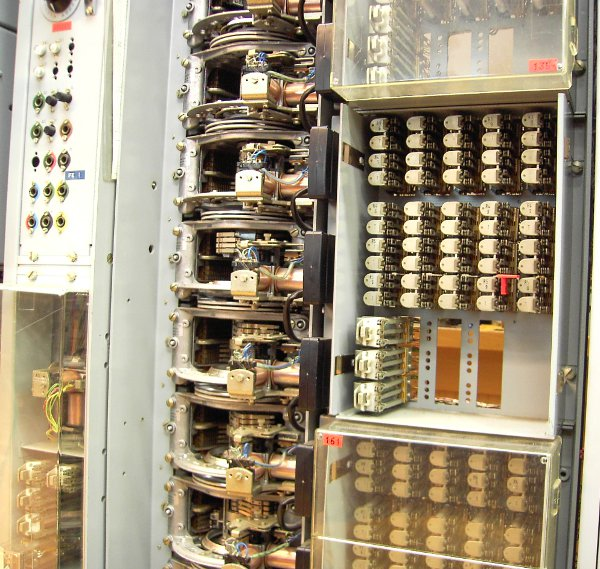
Anrufsucher (AS) mit Teilnehmerschaltung aus dem System 55v

Der Ortsverkehr war hierarchisch aufgebaut. Man unterschied die Stufen:
- Anrufsucher (AS), Anrufsucher Grundverkehr (ASg), Spitzenanrufsucher (SpAS)
- Umsteuergruppenwähler (UGW) bei Teilvermittlungsstellen
- I. Gruppenwähler (I. GW)
- II. bis VI. Gruppenwähler (II. – VI. GW)
- Leitungswähler (LW) sowie den
- Ortsvermittlungsstellen-Gruppenwähler (OGW) für ankommende Ferngespräche.

Noch bei der HDW-Technik hatte jeder Teilnehmer einen eigenen Vorwähler, der beim Abheben sofort nach einer freien Leitung (einem freien Gruppenwähler) suchte. Fand er keine, schaltete er den Besetztton an die Sprechleitungen. Beim Anrufsucher verlief das umgekehrt. Bis zu 100 Endstellen waren auf eine Gruppe von Anrufsuchern angeschaltet. Die Anzahl der zu einer Gruppe geschalteten Anrufsucher richtete sich nach dem Verkehrsaufkommen der angeschalteten Endeinrichtungen. Damit war das EMD-System flexibler an das Verkehrsaufkommen anzupassen als das HDW-System. Hob ein Teilnehmer sein Telefon ab, suchte der nächste freie Anrufsucher der Gruppe den markierten Teilnehmeranschluss und schaltete die Leitung durch. Jeder AS war fest mit einem Gruppenwähler verbunden. Der Gruppenwähler signalisierte seine Bereitschaft durch das Anlegen des Wähltons an die Sprechadern. War kein AS in der Gruppe mehr frei, blieb der Anschluss stumm. Es wurde in diesem Fall auch kein Besetztton angelegt.
Der I. GW verarbeitete die erste gewählte Ziffer und schaltete je nach gewählter Nummer die zugehörige II. GW-Gruppe an. So ging das weiter zum III. GW etc., je nach Größe des Ortsnetzes und damit der Länge der Nummern im Ortsnetz. In der letzten Stufe stand der Leitungswähler, an dessen Ausgang bis zu 100 Teilnehmer angeschlossen waren und der damit die letzten zwei Ziffern der Nummer verarbeitete.
Für ankommende Ferngespräche trat der OGW an die Stelle des I. GW.

## Einsatz im Fernverkehr

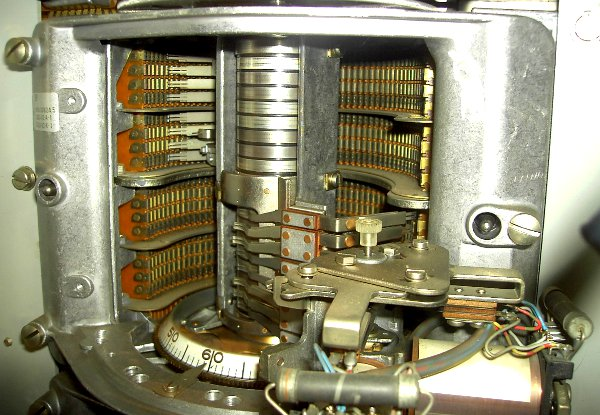
EMD-Wähler 4-Draht – Einsatz als Richtungswähler (RW)

Im innerdeutschen Fernverkehr, der ebenfalls hierarchisch aufgebaut war, wurden die Wähler je nach ihrer Position in der Kette der Telefonfernverbindung wie folgt benannt (siehe auch: Vermittlungsstelle):

- Richtungswähler (RW). Er wurde mit Wahl der ersten „0“ der Vorwahl, der fernmeldetechnisch sogenannten Verkehrsausscheidungsziffer (VAZ) vom 1. GW der Ortsvermittlung erreicht. Der RW stellte sodann den ersten Teilabschnitt der Fernverbindung her. Die Information erhielt der RW von einem während des Verbindungsaufbaus angeschalteten Register. Das Register hatte auch die Aufgabe, die eingehenden Wählimpulse zwischenzuspeichern und für die Fernverbindung exakt korrigiert nach „Impuls“ und „Pause“ zum Aufbau der Fernverbindung weiterzuleiten. In größeren Vermittlungsstellen konnte auch eine zweistufige Anordnung von Richtungswählern zum Einsatz kommen.
- Dieser nächste Wähler war im Regelfall in der obersten Ebene ein Zentralvermittlungsstellen-Gruppenwähler (ZGW). Der wiederum schaltete mit der ersten Ziffer der Vorwahl, also der ersten Ziffer nach der „0“, den zweiten Teilabschnitt der Fernverbindung zur gewünschten Zentralvermittlungsstelle (zum Beispiel 6: Frankfurt) zum
- Hauptvermittlungsstellen-Gruppenwähler (HGW) durch. Mit diesem wurde mit der zweiten Ziffer der Vorwahl (nach der Null) im dritten Teilabschnitt der Verbindung die gewünschte Hauptvermittlungsstelle (zum Beispiel 62: Mannheim) ausgewählt.
- Die Verbindung traf dort auf den Knotenvermittlungsstellen-Gruppenwähler (KGW). Dieser stellte mit der dritten Ziffer der Vorwahl die Verbindung zur gewünschten Knotenvermittlungsstelle her (zum Beispiel 626: Mosbach).
- Dort übernahm der Endvermittlungsstellen-Gruppenwähler (EGW) und stellte mit der vierten Ziffer der Vorwahl die Verbindung zur gewünschten Endvermittlungsstelle (zum Beispiel 6262: Aglasterhausen) her.
- Letztes Glied der Fernverbindung war der Ortsvermittlungsstellen-Gruppenwähler (OGW). Er befand sich schaltungstechnisch in der „Ziel“-Ortsvermittlungsstelle (Aglasterhausen), sozusagen parallel zum ersten Gruppenwähler dieser Vermittlungsstelle, und verarbeitete (wie auch der 1. GW bei Ortsverbindungen) die erste Ziffer der Teilnehmer-Rufnummer.

Diese beschriebene Fernverbindung war die längst mögliche, weil bei ihr alle Wähler der Hierarchie eingebunden waren. Sie nannte sich daher der Kennzahlenweg. Bei einer Fernverbindung wurden von der Vorwahl zuerst die ersten drei Ziffern gespeichert, der zentrale Umwerter legte dann die Richtung für den Richtungswähler fest. Es wurde immer versucht, den kürzesten Weg (als Querweg bezeichnet, QVL = Querverbindungsleitung) zu verwenden.
RW, ZGW, HGW, KGW und zum Teil auch der EGW waren als achtarmige EMD-Wähler ausgeführt, weil sie die vierdrähtigen, mit Verstärkern ausgestatteten Leitungsabschnitte der Fernverbindung durchschalten mussten. Die Fernverbindung war deshalb vierdrähtig ausgeführt, weil Verstärker nur in einer Richtung das Gespräch verstärken konnten. In der Folge sprach man bei dem vierdrähtigen Verbindungsweg in Richtung des Zieles gesehen vom „gehenden“ und „kommenden“ Leitungsteil. War zum Beispiel ein Richtungsteil wegen Verstärkerausfall gestört, führte das zum Störungsmerkmal „einseitige Verständigung“.
Nach internationaler Vorschrift der CCITT durften Teilnehmerrufnummer, bestehend aus Ländervorwahl, Ortsvorwahl (ohne die erste 0) und Rufnummer, maximal zwölfstellig sein. Daher hatten die Zentralvermittlungsstellen mit in der Regel sehr großen Ortsnetzen verkürzte Vorwahlen, weil die anderen maximal acht Ziffern für die dortigen langen Teilnehmerrufnummern benötigt wurden. Für zahlreiche Städte wurden die Vorwahlen verkürzt, in Hamburg von 0411 auf 040, in Frankfurt von 0611 auf 069. 

## Nutzung der Technik
In der Bundesrepublik Deutschland wurden diese Wähler etwa von 1955 bis zur vollständigen Digitalisierung in den Vermittlungsstellen der Deutschen Telekom eingesetzt. Die letzte EMD-Wähler-Vermittlungsstelle der Deutschen Telekom AG wurde am 17. Dezember 1997 in Stolberg-Gressenich außer Betrieb genommen.
Bei der Deutschen Post der DDR wurden dem EMD-Wähler ähnliche Motordrehwähler des Systems 58 in geringem Umfang eingesetzt. Im Unterschied zum EMD-System lagen die Kontakte der Schaltarme bei diesem System auf den Kontakten des Vielfachs auf, ein Andruckmagnet war nicht vorhanden. Kontaktfreies Drehen war deshalb nicht möglich. Dies führte zu einem erhöhten Abrieb und damit zu erhöhtem Wartungsaufwand.
Inzwischen ist diese Technik durch die Digitalisierung des Nachrichtennetzes überholt, und EMD-Wähler werden nicht mehr verwendet.

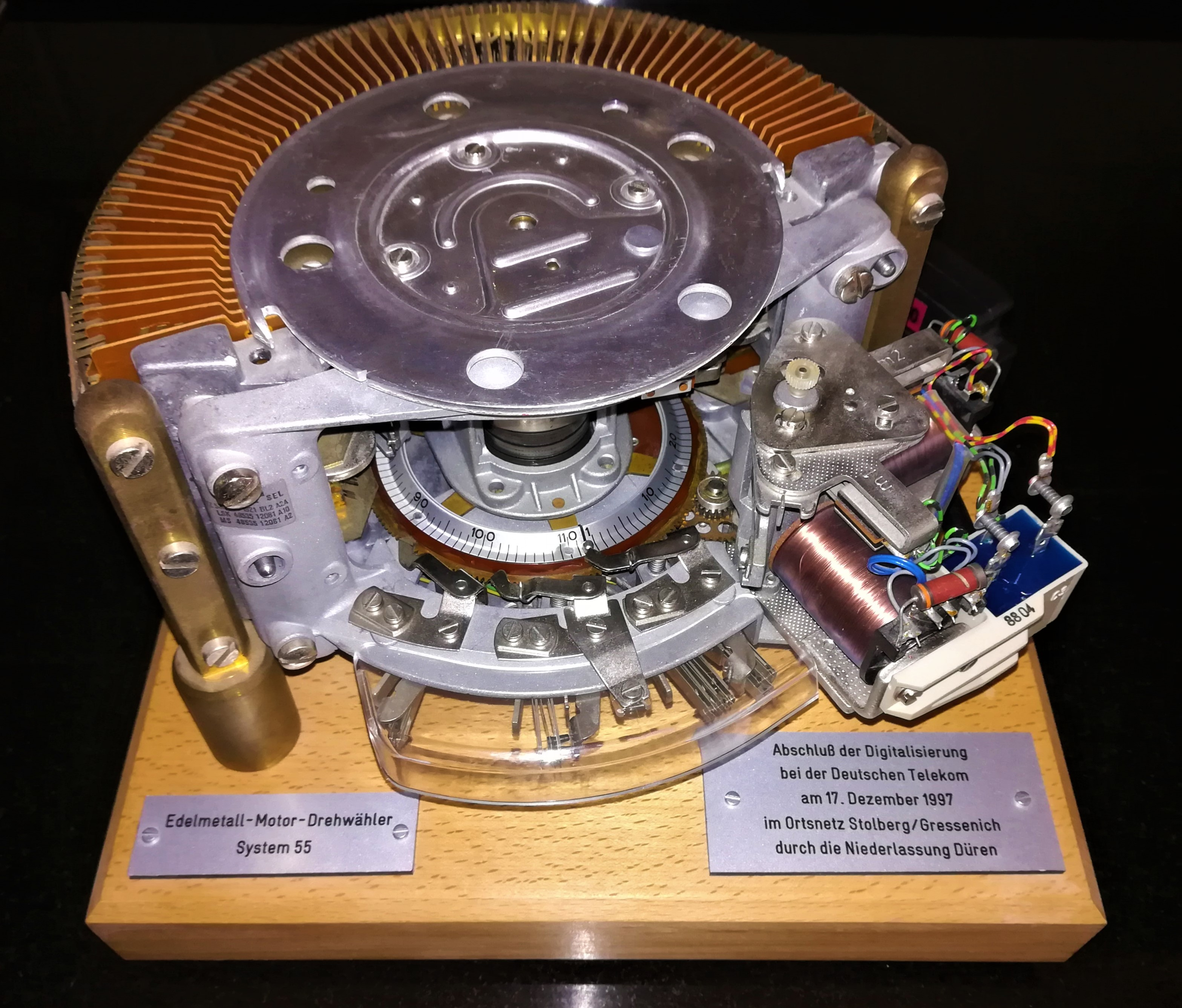
EMD-Wähler der letzten deutschen analogen Vermittlungsstelle 1997

Bei der Deutschen Bahn gab es noch bis 2005 in deren eigenem „BASA-Netz“ ein aktives EMD-Amt. Es war das letzte in Betrieb befindliche Amt dieser Art in Deutschland.